# Pyrzyce
Pyrzyce (in casciubo: Përzëca; in tedesco Pyritz) è un comune urbano-rurale polacco del distretto di Pyrzyce, nel voivodato della Pomerania Occidentale.
Ricopre una superficie di 204,40 km² e nel 2005 contava 19 975 abitanti.